# Brickellia veronicifolia
Brickellia veronicifolia là một loài thực vật có hoa trong họ Cúc. Loài này được (Kunth) A.Gray mô tả khoa học đầu tiên năm 1852.